# Pashko Vasa
Pashko Vasa (1825, Skadar, Osmanská říše – 29. června 1892, Bejrút, Osmanská říše) byl albánský spisovatel a účastník národního obrození, správce Libanonu v letech 1882 – 1892.
Znal řadu jazyků (angličtinu, francouzštinu, arabštinu, srbštinu a turečtinu) a díky tomu mohl pracovat na řadě míst po celé Osmanské říši. Působil proto například na britském konzulátu ve Skadaru, ve Varně, v Istanbulu, nebo v Sarajevu. Byl jedním ze zakladatelů Ústředního výboru pro práva albánského lidu. Podílel se také na vzniku albánské abecedy; v období sporů o to, zdali má albánština používat cyrilici, arabské písmo nebo latinku, prosazoval zavedení latinky. Byl rovněž členem Prizrenské ligy. Její memorandum, žádající autonomii pro albánské obyvatelstvo v Osmanské říši, prezentoval např. na britském zastupitelském úřadě v Istanbulu.